# Rofu Kinderland Spielwarenhandelsgesellschaft

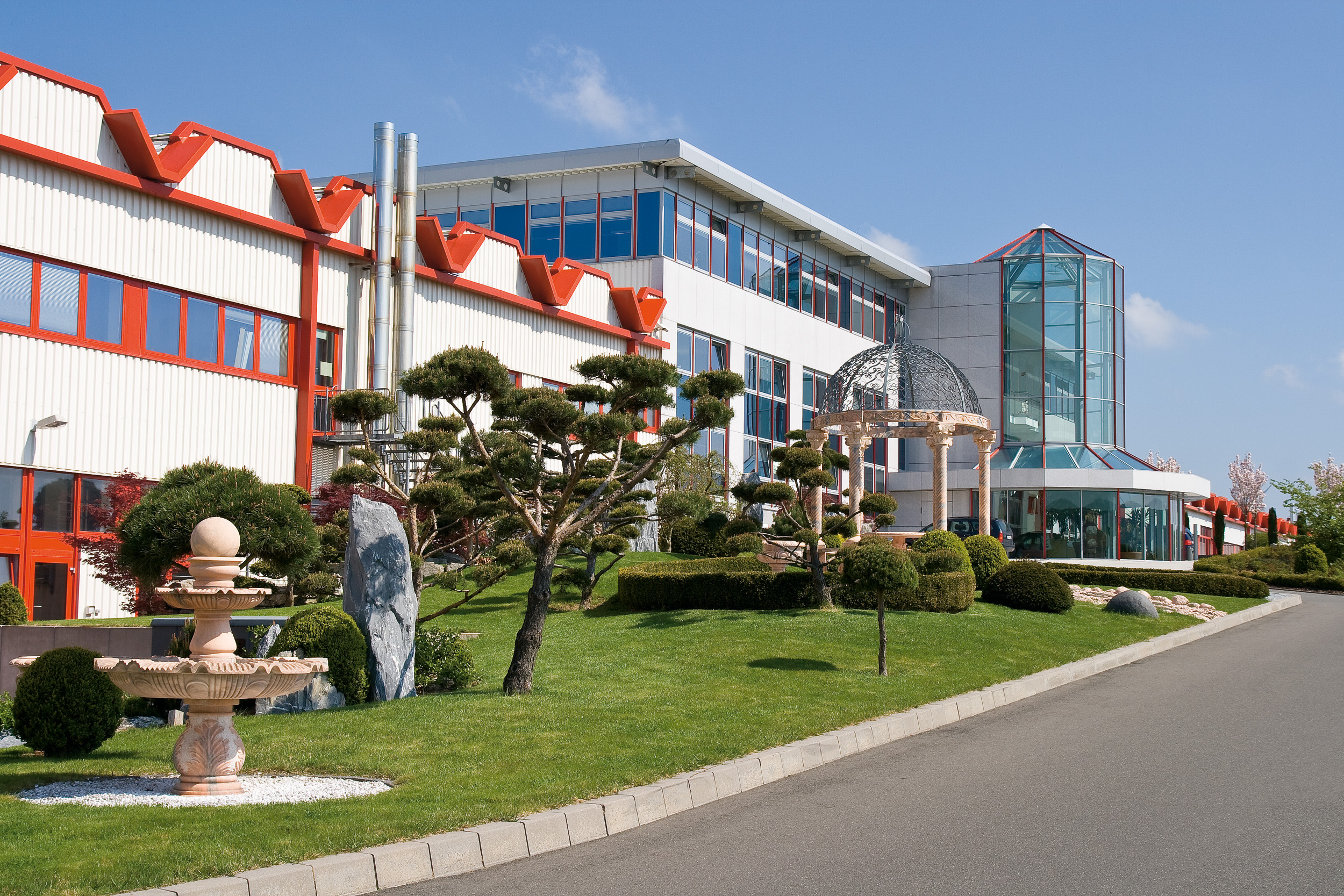
Rofu Kinderland, Firmenzentrale und Hauptlager in Hoppstädten-Weiersbach

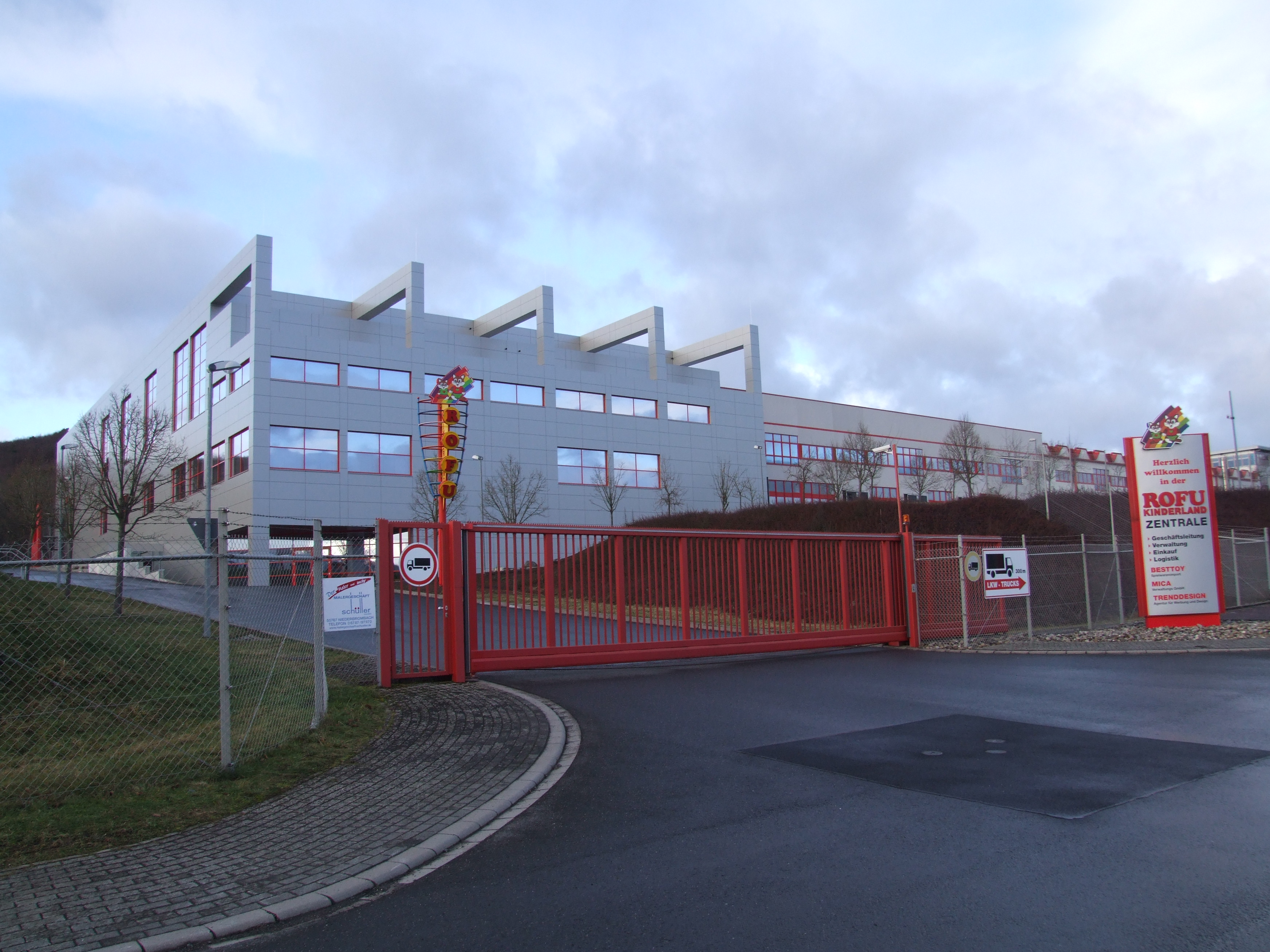
Firmenzentrale und Hauptlager

Die Rofu Kinderland Spielwarenhandelsgesellschaft GmbH (Eigenschreibweise ROFU Kinderland) ist ein familiengeführtes Handelsunternehmen für Spielwaren mit Sitz in Hoppstädten-Weiersbach im Landkreis Birkenfeld in Rheinland-Pfalz. Heute erfolgt der Vertrieb mit eigenen Märkten im Süden und Westen Deutschlands. Gründer ist Eberhard Fuchs aus Birkenfeld. 
Es gibt über 100 Spielwarensupermärkte mit jeweils rund 800 m² Fläche in sieben Bundesländern (Stand März 2023).

## Sortimente und Eigenmarken
Das Sortiment umfasst ca. 20.000 Artikel und besteht aus Spielwaren, Kinderfahrzeugen, Babyartikeln, Bastel- und Schulbedarf, Lern- und Kinderbüchern, Gesellschaftsspielen und Puzzles, Geschenkartikeln, Kinderparty-Zubehör, Haushaltswaren und Dekoration, Saisonware sowie Süßigkeiten und zum Jahreswechsel Feuerwerksartikeln. Ergänzend zu den üblichen Spielwarenmarken vertreibt Rofu Kinderland in seinen Geschäften auch selbst importierte Spielwaren unter Eigenmarken. 
Die Eigenmarke „Besttoy“ dient dabei für Spielwaren, „Mica Living“ für Dekorations- und Haushaltsartikel und „Mica Festival“ für Kostüme. Mit den Eigenmarken werden rund 35 % des Umsatzes erwirtschaftet.

## Geschichte
Eberhard Fuchs gründete 1962 im Alter von 18 Jahren die nach seinem Vater benannte Firma „Robert Fuchs Spielwaren“. In den ersten Jahren belieferte Fuchs kleinere Läden und Schausteller. Als Ende der 1960er Jahre die SB-Märkte in Deutschland Einzug hielten, belieferte der Unternehmer SB-Markt-Ketten wie Rewe, Grosso, Toom und Tengelmann bundesweit mit Spielwaren, die in Europa und im Fernen Osten eingekauft wurden.
Nach dem Aufbau eines weitreichenden Handelsnetzwerks gründete Fuchs 1984 sein erstes eigenes Spielwarengeschäft „ROFU Kinderland“ in Birkenfeld. In einer Lagerhalle wurden Eigenimporte und Markenspielwaren angeboten. Eberhard Fuchs entschloss sich, weitere Filialen in Rheinland-Pfalz und dem angrenzenden Saarland zu eröffnen.
Anfang der 1990er-Jahre wurde die Unternehmenszentrale von Birkenfeld ins benachbarte Hoppstädten-Weiersbach in unmittelbarer Autobahnnähe verlegt und im Laufe der Jahre erweitert. 2012 wurde der Standort in Hoppstädten auf 36.000 m² Logistikfläche und 2.000 m² Bürofläche erweitert. 
Ein weiteres Logistikzentrum mit über 26.000 m² befindet sich in Ramstein-Miesenbach, direkt an der A 62, hier werden hauptsächlich Großteile und Importartikel aus Fernost umgeschlagen.
Am Standort Hoppstädten-Weiersbach befinden sich neben den Lagerflächen die Einkaufsabteilung, Rechenzentrum, Marketingabteilung und der Fuhrpark mit derzeit 28 firmeneigenen LKW – alle Filialen werden zentral von hier versorgt.
Rofu Kinderland gehört zu den größten Spielwarenhändlern in Deutschland. Am 2. März 2023 eröffnete das Unternehmen seine 100. Filiale in insgesamt sechs Bundesländern (Rheinland-Pfalz, Hessen, Baden-Württemberg, Bayern, Saarland und Nordrhein-Westfalen) und beschäftigte rund 2200 Mitarbeiter. Neben den stationären Geschäften betreibt ROFU bereits seit 2010 den Spielwaren-Onlinehandel rofu.de. 
Im Jahr 2025 startete Rofu Kinderland in Kooperation mit Disney eine Punkte-Sammelaktion. Im gleichen Zusammenhang erschien auch ein eigens dafür erstelltes Comicheft.